# Teliu
Teliu (deutsch Kreuzburg oder Thell, siebenbürgisch-sächsisch Kretzbrich oder Kretsbrich, ungarisch Keresztvár), ist eine Gemeinde im Kreis Brașov, in der Region Siebenbürgen in Rumänien.
Der Ort ist auch unter der ungarischen Bezeichnung Nyén oder Nyeny bekannt.

## Geographische Lage

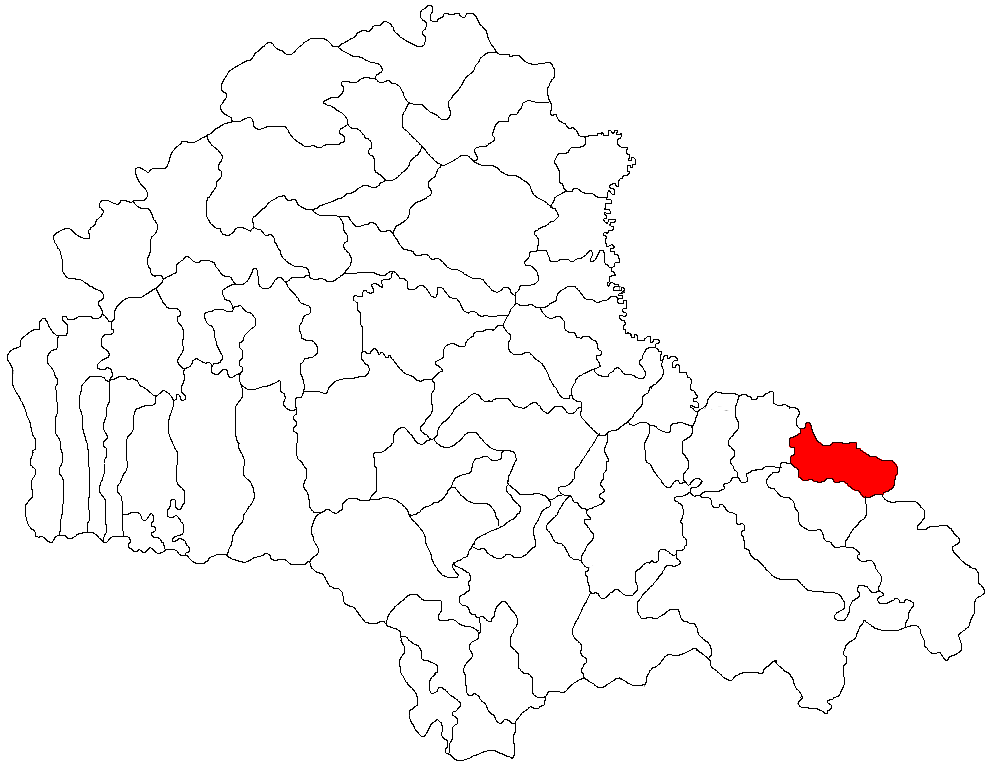
Lage von Teliu im Kreis Brașov

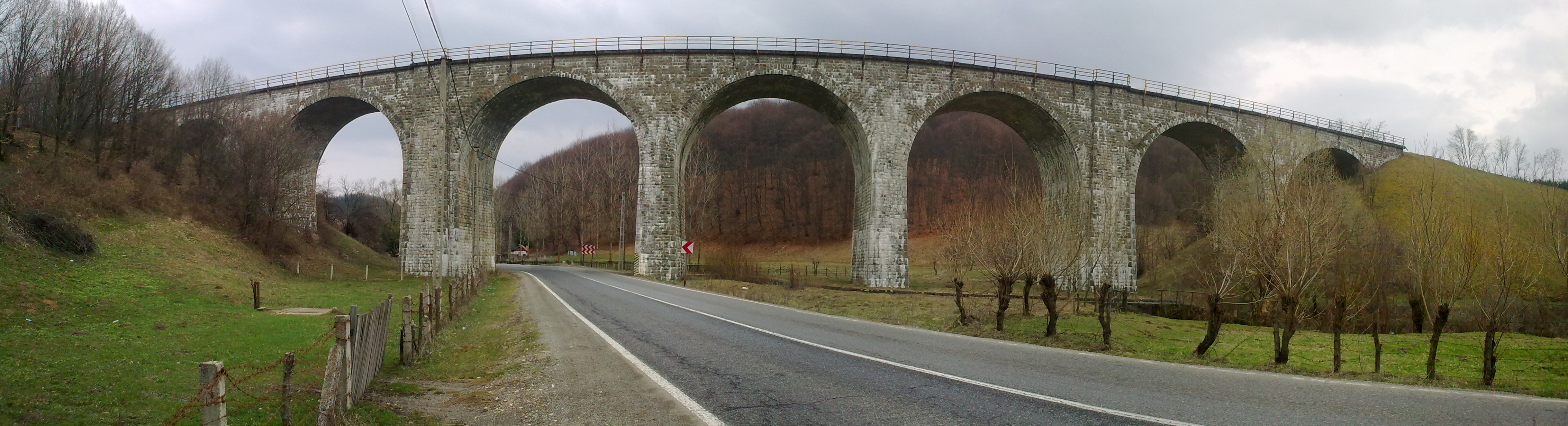
Viadukt bei Teliu (Panorama)

Die Gemeinde Teliu liegt im Süden der Ostkarpaten in den Westausläufern des Intorsura, ein Teilgebirge der Munții Buzăului (Bosauer Gebirge). Am gleichnamigen Bach, ein rechter Zufluss des Tărlung, an der Nationalstraße DN10 und an der Bahnstrecke Brașov–Întorsura Buzăului liegt der Ort etwa 17 Kilometer westlich von der Kleinstadt Întorsura Buzăului (Bodsau) im Kreis Covasna; die Kreishauptstadt Brașov (Kronstadt) befindet sich ca. 25 Kilometer südöstlich entfernt.

## Geschichte
Der Ort Teliu wurde erstmals, nach unterschiedlichen Angaben, 1222 oder 1300 urkundlich erwähnt. Reste einer Erdenburg auf dem Areal des Ortes, etwa ein Kilometer nordwestlich von den Einheimischen Dealul Cetății genannt, deuten auf eine Besiedlung in die Latènezeit hin. Die etwa 90 Meter lange und zwischen 15 und 35 Meter breite Befestigungsanlage ist von drei Erdwällen (nicht vollständig) umgeben.
Im Königreich Ungarn gehörte der heutige Ort dem Stuhlbezirk Sepsi im Komitat Háromszék, anschließend dem historischen Kreis Brașov und ab 1950 dem Kreis Brașov in seiner heutigen Zusammensetzung an. Etwa die Hälfte der Gemeindefläche wird heute landwirtschaftlich bearbeitet. Von den etwa 1500 Anwesen des Ortes sind nur ein Drittel an das Wasserversorgungsnetz angeschlossen. Abwasserkanäle sind nicht vorhanden.

## Bevölkerung
Die Bevölkerung der Gemeinde entwickelte sich wie folgt:
| 1850 | 1.897 | 730   | 972   | -     | 195   |
| 1930 | 3.725 | 1.590 | 1.758 | 43    | 334   |
| 1977 | 3.740 | 1.841 | 1.262 | 1     | 636   |
| 2002 | 3.710 | 2.679 | 947   | 4     | 80    |
| 2011 | 4.198 | 2.457 | 820   | 2 (?) | 919   |
| 2021 | 4.468 | 2.278 | 626   | -     | 1.564 |

Seit der offiziellen Erhebung von 1850 wurde auf dem Gebiet der heutigen Gemeinde die höchste Einwohnerzahl 2011 ermittelt. Die höchste Zahl der Rumänen wurde 2002, die der Magyaren und der Rumäniendeutsche wurde 1930 und die der Roma (1370) 2021 registriert.
Die Hauptbeschäftigung der Bevölkerung ist die Forst- und Landwirtschaft.

## Sehenswürdigkeiten
- Die Rumänisch-Orthodoxe Kirche Sf. Dumitru, im 18. Jahrhundert errichtet und 1980 erneuert,[11] steht unter Denkmalschutz.[7]
- Die reformierte Kirche in der Petőfi Sándor Straße Nr. 282, wurde Ende des 19. Jahrhunderts errichtet.[12]
- Auf dem Areal der Gemeinde befindet sich der längste Eisenbahntunnel Rumäniens. Der 4369,5 Meter lange Tunnel wurde ursprünglich für eine zweigleisige Eisenbahnlinie, die Siebenbürgen mit der Großen Walachei verbinden sollte, Ende 1928 von Julius Berger Tiefbau AG-Berlin fertiggebaut. Dem Bahnverkehr wurde der Tunnel im Juni 1931 freigegeben, aber erst drei Jahre später eingeweiht.[13] Die 1907 geplante Bahnstrecke genannt „drum de fier“ (eiserne Weg), wurde wegen finanziellen Schwierigkeiten zwischen Întorsura Buzăului und Nehoiașu – eine Katastralgemeinde der Stadt Nehoiu – nie fertiggebaut (ca. 34 km Luftlinie). Auf der Bahnstrecke Brașov–Întorsura Buzăului verkehren heute nur Personenzüge.[14]